# Baudrières
Baudrières település Franciaországban, Saône-et-Loire megyében. Lakosainak száma 1007 fő (2022. január 1.). Baudrières Saint-Vincent-en-Bresse, Saint-Étienne-en-Bresse, La Frette, Simandre, Ormes és Saint-Germain-du-Plain községekkel határos.

## Népesség
A település népességének változása:
| Lakosok száma | 932  | 946  | 972  | 947  | 947  | 956  | 965  | 970  | 1007 |
|               | 2013 | 2015 | 2016 | 2017 | 2018 | 2019 | 2020 | 2021 | 2022 |